# Agathis capensis
Agathis capensis är en stekelart som beskrevs av Cameron 1906. Agathis capensis ingår i släktet Agathis och familjen bracksteklar. Inga underarter finns listade i Catalogue of Life.